# Makassar (peuple)
Pour les articles homonymes, voir Makassar.

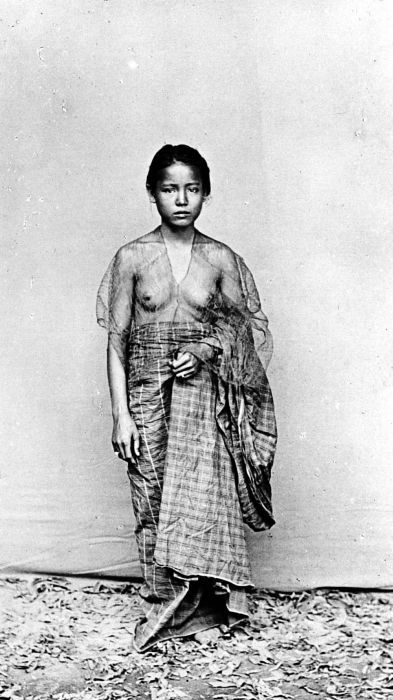
Jeune femme makassare en costume de cérémonie, Sulawesi du Sud, 1871, photographe inconnu, collection du Tropenmuseum.

Les Makassar (également connu sous le nom de Mangasara, Mengkasara, Macassar, Taena, Tena ou Gowa) sont un peuple habitant le sud de la province indonésienne de Sulawesi du Sud dans l'île de Sulawesi (anciennement Celèbes) . Ils ont donné leur nom à la capitale de la province.

## Contacts avec les aborigènes
- Voir Makassan contact with Australia (en)

Ils avaient des contacts avec les Aborigènes, par exemple en faisant du commerce avec les Yolngu.

## Langue
Ils parlent le makassar.

## Galerie

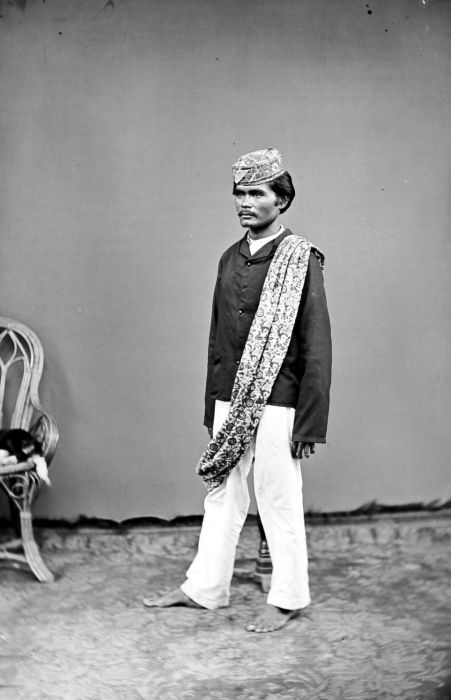
Makassar (Djongo). 1913. Tropenmuseum.
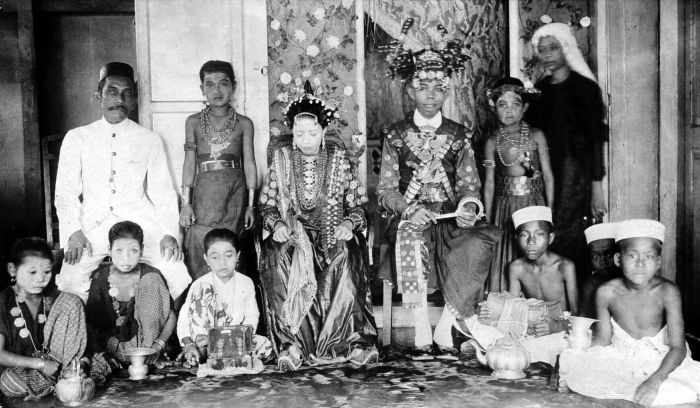
Makassar nouvellement mariés : au premier plan, les cadeaux à la mariée. 1871, Célèbes. Collection du Tropenmuseum.
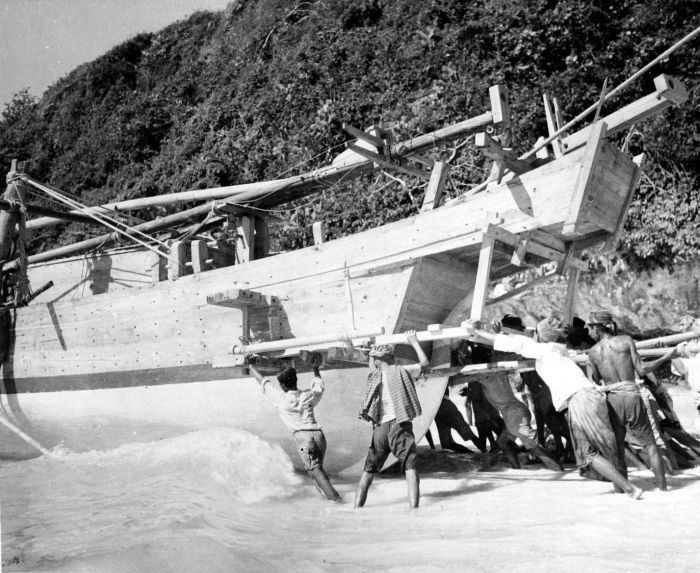
Construction d'un navire. 1871, Tropenmuseum.
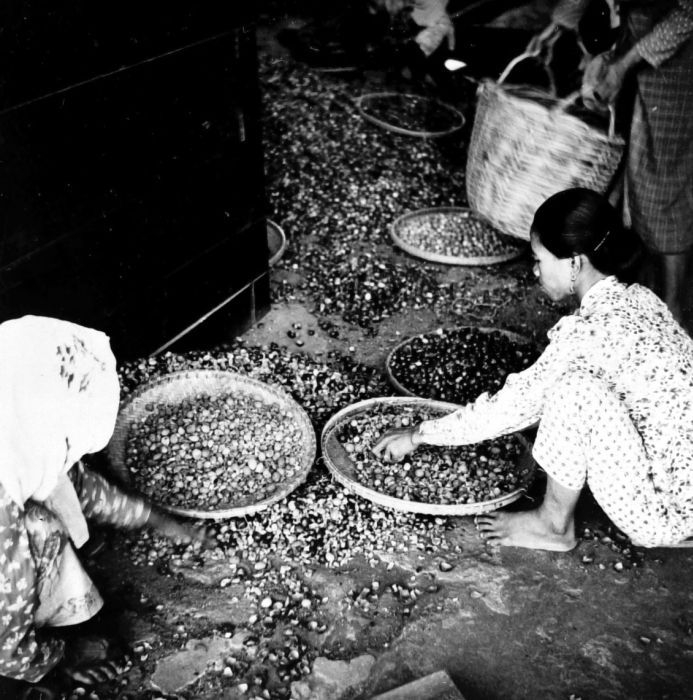
Tri de noix de muscade. 1871, Célèbes. Tropenmuseum.

## Cuisine

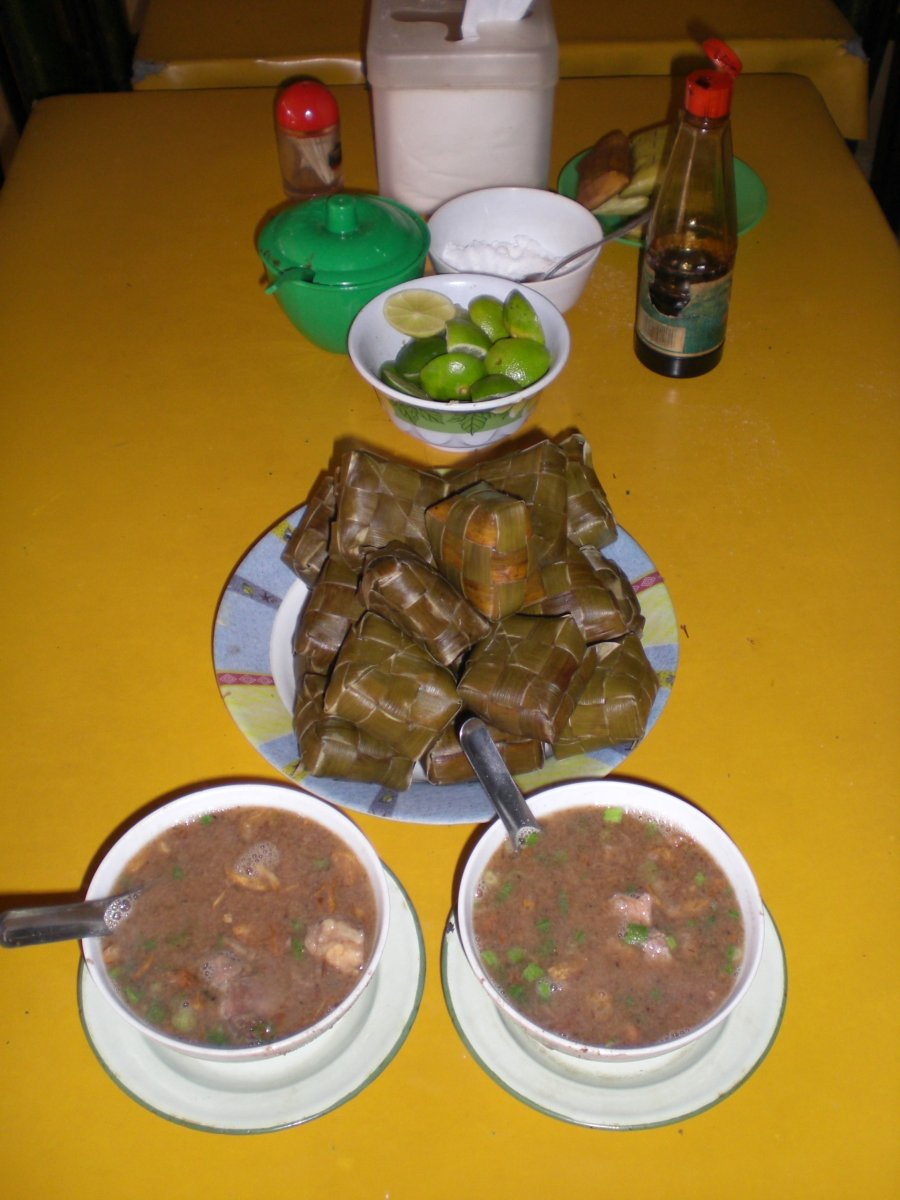
Coto Makassar (en).
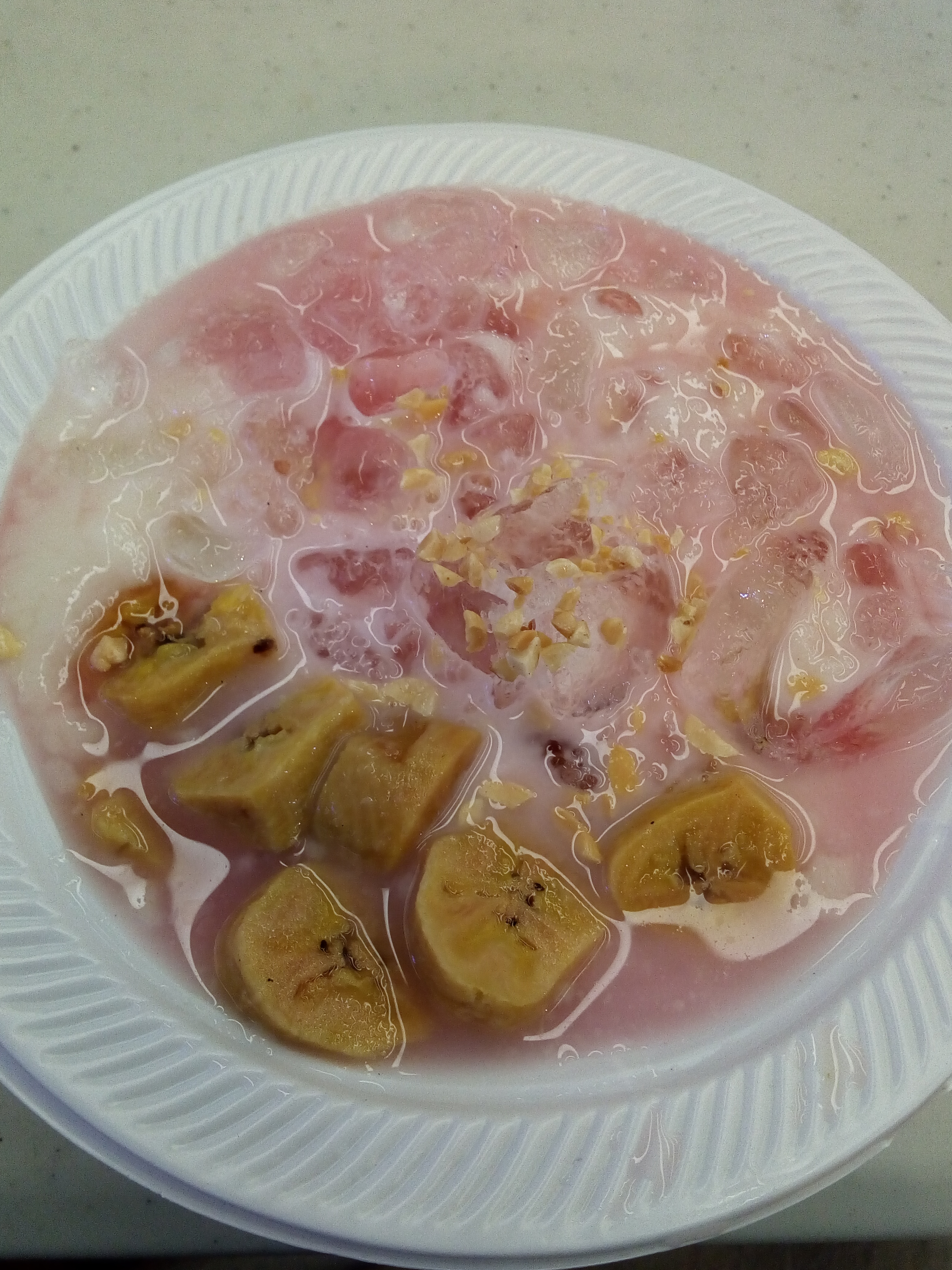
Pallu butung (id).
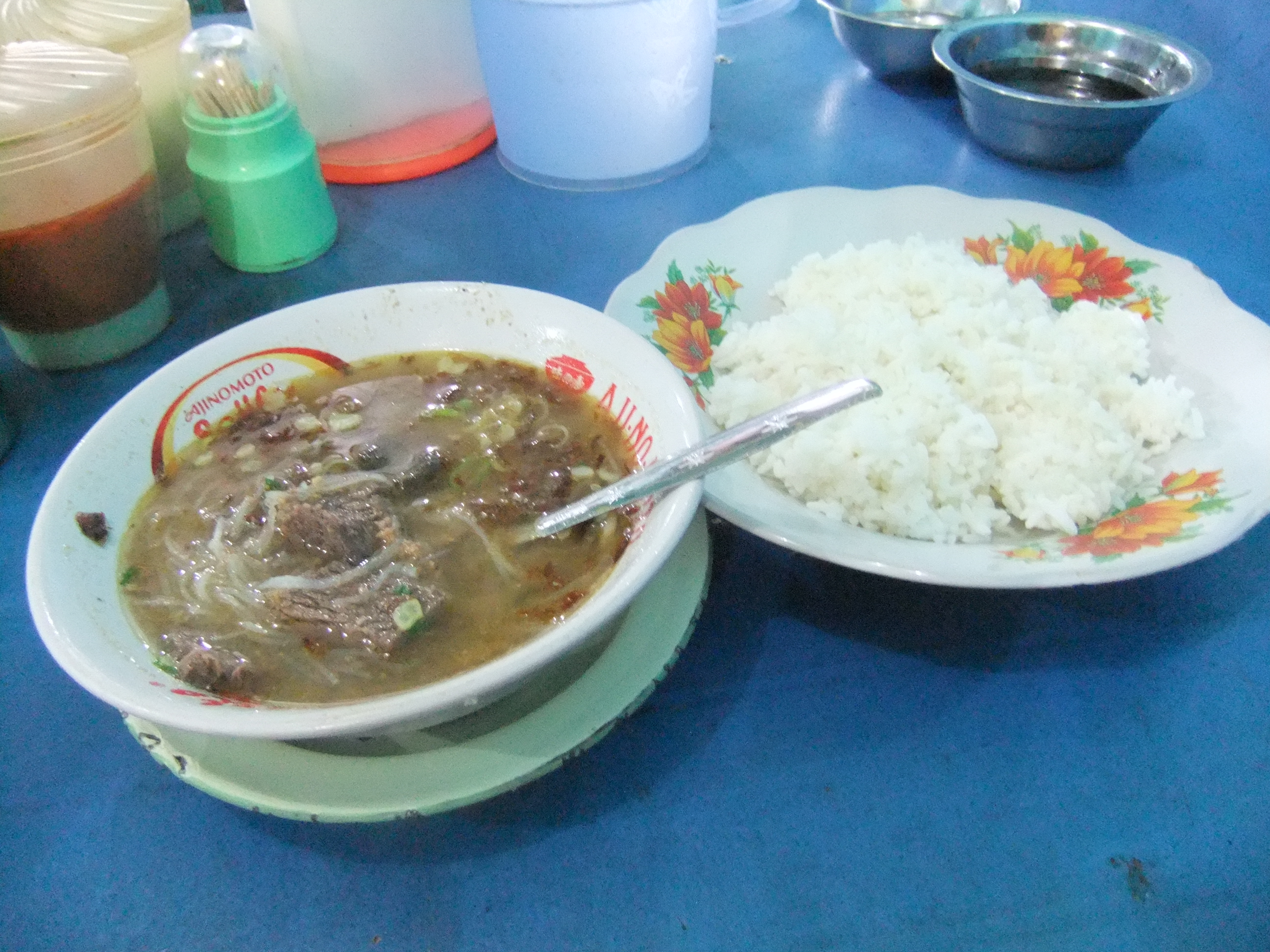
Sop saudara.